# (2305) King
(2305) King es un asteroide que forma parte del cinturón de asteroides y fue descubierto por el equipo del Observatorio del Harvard College desde la Estación George R. Agassiz, en Harvard (Massachusetts), Estados Unidos, el 12 de septiembre de 1980.

## Designación y nombre
King fue designado inicialmente como 1980 RJ1.
Más adelante se nombró en honor del activista social estadounidense Martin Luther King (1929-1968).

## Características orbitales
King está situado a una distancia media de 2,788 ua del Sol, pudiendo alejarse hasta 2,87 ua y acercarse hasta 2,707 ua. Su inclinación orbital es 7,452° y la excentricidad 0,02931. Emplea 1701 días en completar una órbita alrededor del Sol.